# حسین گروسی
حسین گروسی، (زادهٔ ۱۳۴۳ در بیجار کردستان) رئیس هیئت مدیره و مدیرعامل،  منطقه آزاد تجاری-صنعتی ماکو است. در سوابق وی نمایندگی حوزه انتخابیه شهریار، قدس و ملارد در دوره هشتم و نهم مجلس شورای اسلامی بوده‌است. و همچنین معاون حقوقی و امور مجلس دبیرخانه شورای عالی مناطق آزاد کشور بوده است.